# Skogskapellet, Mönsterås

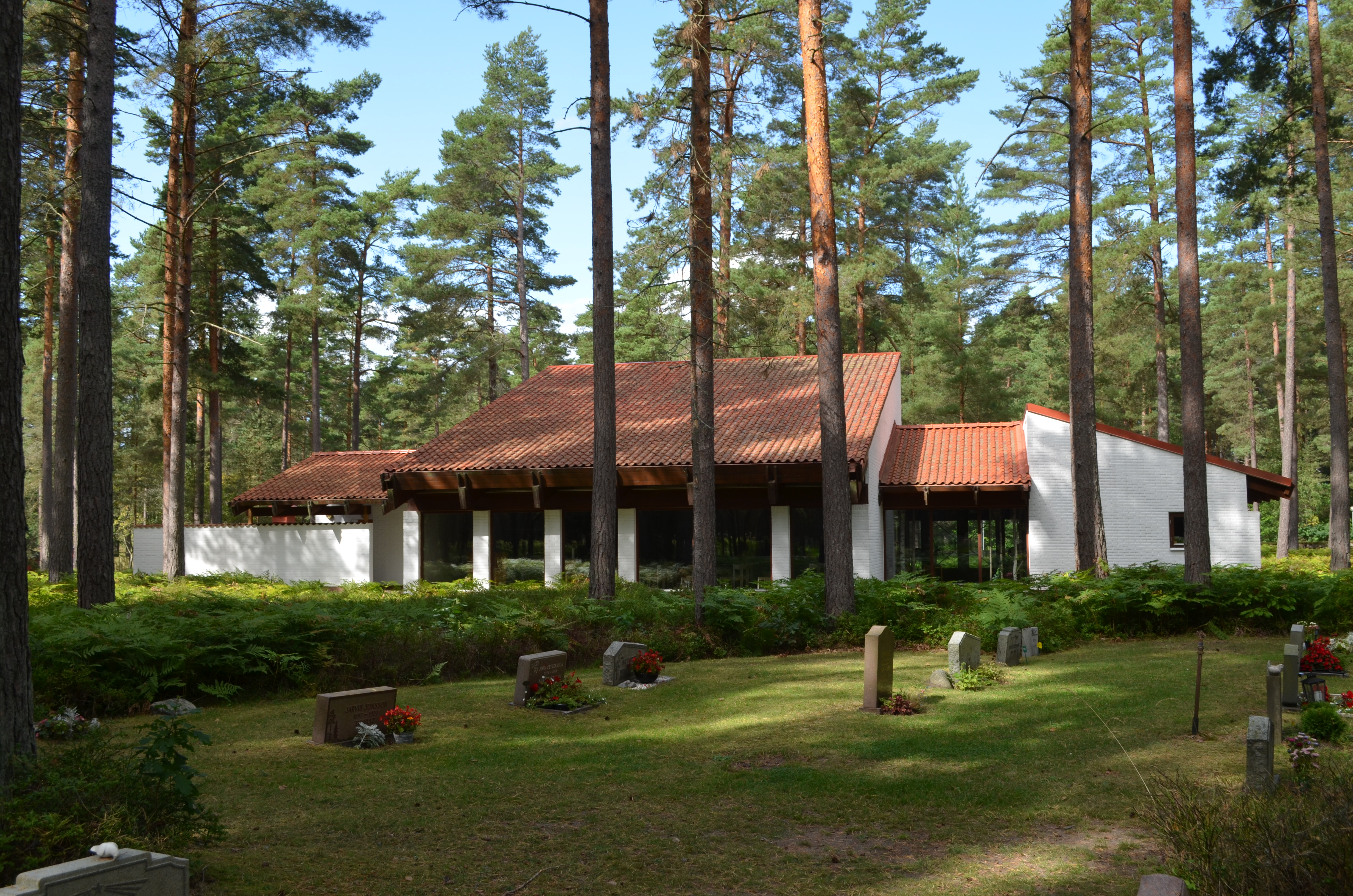
Mönsterås Skogskapell

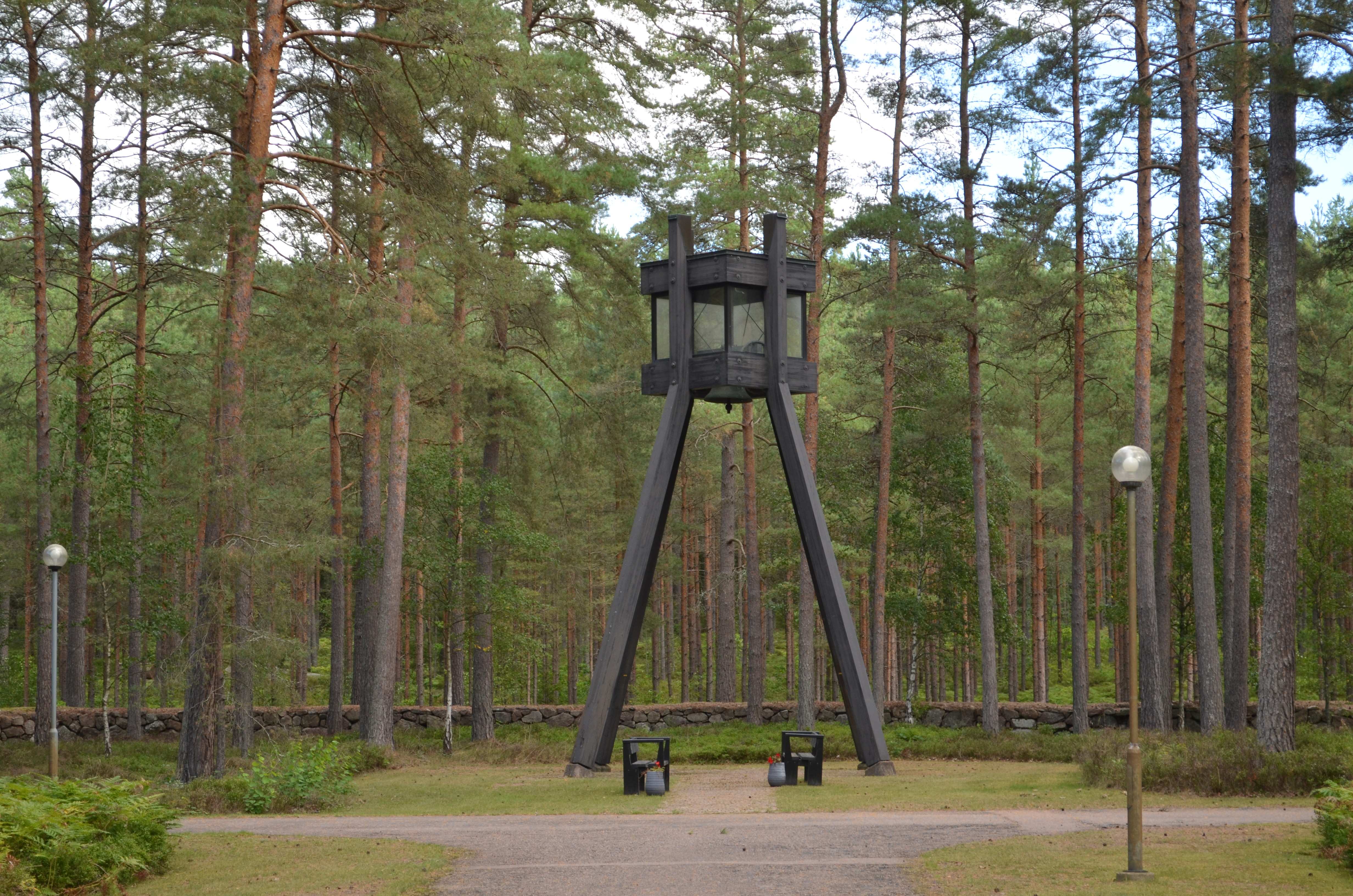
Mönsterås Skogskapells klockstapel

Skogskapellet är ett kapell utanför Mönsterås, Mönsterås kommun och tillhör Mönsterås församling.

## Inventarier
- Elorgel med två manualer och pedal.[1]